# Schottkydiode

Symbool schottkydiode

Een schottkydiode is een halfgeleiderdiode die bestaat uit een overgang tussen een metaal en een n-gedoteerde halfgeleider in plaats van de gebruikelijke pn-overgang in een gewone halfgeleiderdiode. 
De schottkydiode is genoemd naar de Duitse natuurkundige Walter Schottky. De gelijkrichtende werking van een dergelijke overgang werd al in 1874 door Ferdinand Braun waargenomen.

## Voor- en nadelen
Voordelen: 
- lagere voorwaartse spanningsval
- snel schakelgedrag
- geringe warmteontwikkeling in diode

Nadelen:
- doorgaans hogere kostprijs dan van gewone pn-dioden
- de toegelaten sperspanning van schottkydioden is beperkt. Het is daardoor moeilijk schottkydioden te vinden met een toegelaten inverse spanning van meer dan 100 V
- een relatief hoge inverse stroom

## Toepassingen
Schottkydioden worden veel gebruikt als gelijkrichter in de vermogenselektronica, zoals  elektronische voedingsapparaten. Ook worden ze toegepast als beveiliging tegen overspanning en in schakelende voedingen.

## Voorbeeld werking

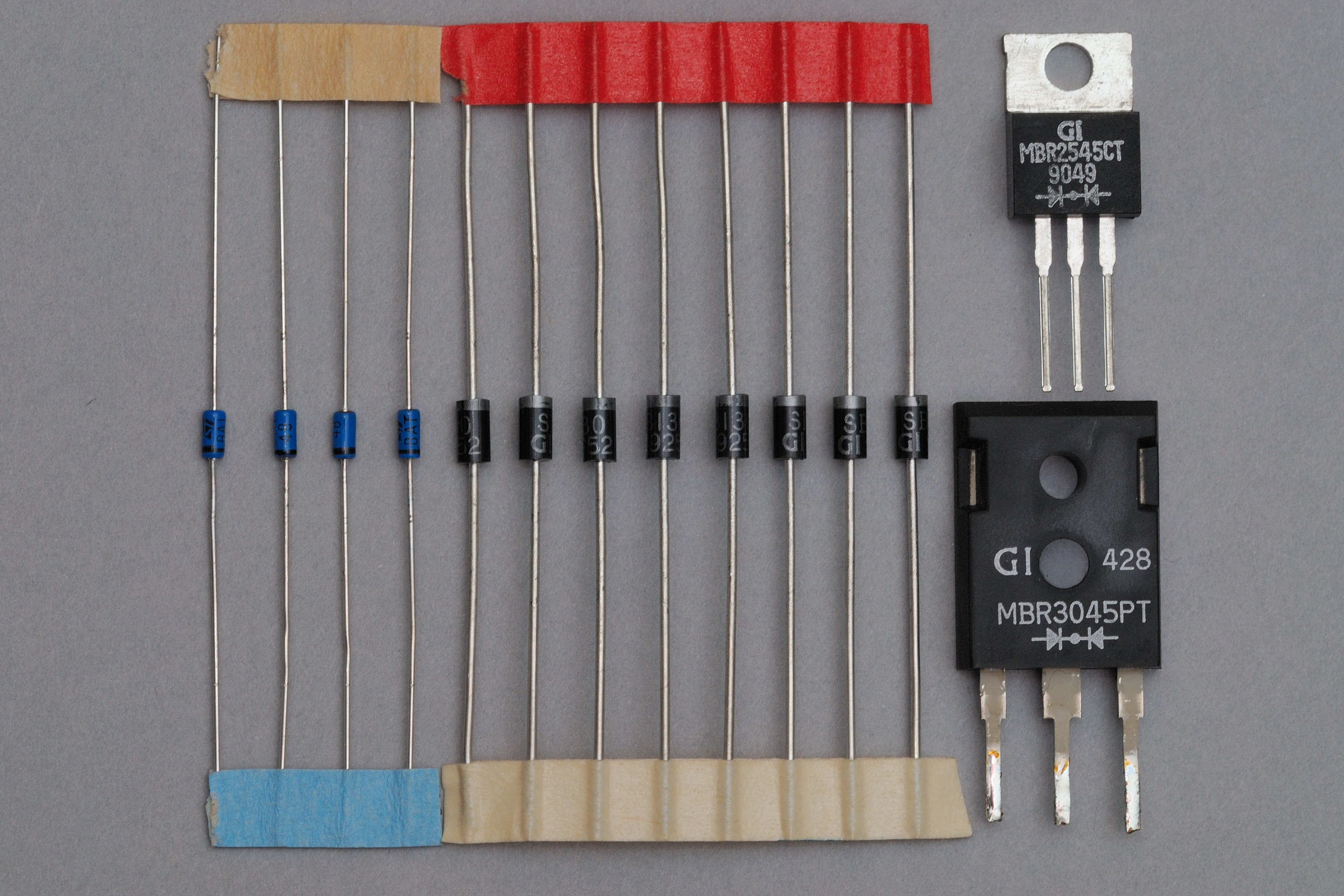
Verschillende uitvoering van schottkydioden: klein signaal rf (links), midden en hoog vermogen gelijkrichterdiodes (midden en rechts).

Schottkydioden zijn geschikt voor grote stromen. In een elektronische voeding geeft de geringe voorwaartse spanningsval minder warmteverlies, dus een beter rendement. Als de inverse spanning in de toepassing groter kan worden dan 80 tot 100 V, worden gewone vermogensdioden gebruikt.
Schottkydioden worden voor kleine stromen minder vaak gebruikt. Vroeger werden bij sommige digitale bouwstenen, uitgevoerd in TTL-technologie, schottkydioden ingebouwd in de geïntegreerde schakeling om de schakelsnelheid van de bipolaire transistoren te vergroten.
Waar bij een gewone siliciumdiode de voorwaartse spanningsval 0,7 V is en bij een germaniumdiode 0,3 V, bedraagt deze bij een schottkydiode bij een voorwaartse stroom van 0,1 mA slechts 0,15 à 0,46 volt. Dit maakt ze geschikt voor spanningsstabilisatie. Het grootste voordeel zit echter in de snelle schakeltijd. Bij een gewone diode bedraagt deze meer dan 100 ns. Bij een schottkydiode is dat ca. 100 ps voor de kleine dioden en ca. 10 ns bij de vermogensdioden. Hierdoor veroorzaakt een schottkydiode weinig interferentie. Deze snelle schakeling komt doordat het halfgeleidergedeelte n-gedoteerd is (dat wil zeggen met elektronen). Daar het andere gedeelte metaal is, hoeven die elektronen niet gerecombineerd te worden, zoals dat in een klassieke pn-diode gebeurt. Dit snelle schakelen maakt schottkydioden geschikt voor vermogensomzetters. Ze kunnen schakelfrequenties van 200 kHz tot 2 MHz aan en worden daarom veel toegepast in detectors en mixers.
De nadelen zijn een lage sperspanning en een relatief hoge sperstroom. En aangezien ze bij grote vermogens gebruikt worden, dus op relatief hoge temperatuur, vormt dat een probleem. Maar de laatste jaren is er veel vooruitgang geboekt bij de ontwikkeling en kunnen er sperspanningen van 200 V gehaald worden. Sinds 2001 brengt Siemens (nu Infineon) een schottkydiode van siliciumcarbide (SiC) op de markt. Daarvan is de lekstroom slechts 1/40 van die van een siliciumschottkydiode; ze komen in variaties van 300 tot 600 volt. In 2007 heeft dit bedrijf een 1200V/7,5A-type uitgebracht. De chip heeft een afmeting van 2 × 2 mm en wordt gebruikt in omzetters. Door de grote conductiviteit (elektrische geleidbaarheid) van siliciumcarbide heeft de temperatuur slechts een kleine invloed op de thermische eigenschappen en het schakelgedrag. Door een aangepaste behuizing kunnen junctietemperaturen van meer dan 220 °C gehaald worden. Hierdoor kunnen deze dioden ook in de ruimtevaart toegepast worden.
Een typische schottkydiode is de 1N5817 (1A-reeks).